# Casa Faena
Casa Faena, en Collins Avenue en Miami Beach, Florida, es un hotel construido en 1928. Fue diseñado por el prolífico arquitecto local Martin L. Hampton, quien también diseñó el ayuntamiento de Miami Beach y quien "fue un maestro del estilo renacentista mediterráneo". Se inauguró como un edificio de apartamentos llamado El Paraiso Apartments, originalmente con dos habitaciones de hotel y 18 unidades de apartamentos.
La propiedad fue arrendada por la Fuerza Aérea del Ejército de los EEUU durante la Segunda Guerra Mundial.
Está incluido en el Registro Nacional de Lugares Históricos como un edificio que contribuye al estilo del Renacimiento Mediterráneo en el Distrito Arquitectónico de Collins Waterfront, con indicación de que se completó en 1930. Otros edificios diseñados por Hampton en el distrito incluyen La Corona Apartments (1923) en 2814 Collins Avenue, Hampton Court (1924) y el Embassy Hotel (1935) en 2940 Collins Avenue. 
Ahora tiene 50 habitaciones y suites. Fue incluido por el National Trust for Historic Preservation como miembro de Historic Hotels of America desde 2015.